# Sundasalanx megalops
Sundasalanx megalops är en fiskart som beskrevs av August Siebert och Crimmen, 1997. Sundasalanx megalops ingår i släktet Sundasalanx och familjen Sundasalangidae. Inga underarter finns listade i Catalogue of Life.